# The Sea and the Rhythm
Albums de Iron and Wine
The Creek Drank the Cradle (en) Our Endless Numbered Days (en)
The Sea and the Rhythm (stylisé The Sea & the Rhythm) est le second minialbum du projet musical Iron and Wine, mené par l'artiste nord-américain Samuel Beam. Il sortit le 9 septembre 2003 sur le label discographique indépendant Sub Pop Records.

## Description
The Sea and the Rhythm est le deuxième minialbum d'Iron and Wine, suivant un Tour EP publié en 2002 . Il compte cinq chansons en anglais écrites et interprétées par Samuel Beam, accompagnées par de la guitare et du banjo. Le musicien les enregistra en même temps que son premier album daté de 2002, mais ce second minialbum parut presque un an après la sortie de The Creek Drank the Cradle, dont la qualité lo-fi se retrouve dans ces cinq titres publiés en 2003.
La chanson éponyme du minialbum fut utilisée dans la série télévisée américaine Newport Beach, et figure dans la liste des quinze meilleures chansons d'Iron & Wine du magazine américain Paste. The Sea and the Rhythm présente une durée totale de 21 minutes et 19 secondes. Il est classé dans les genres folk, americana et country.

## Liste des pistes
1. Beneath the Balcony – 3:30
2. The Sea and the Rhythm – 5:24
3. The Night Descending – 3:14
4. Jesus the Mexican Boy – 4:56
5. Someday the Waves – 4:15